# Емблема Маніпуру
Емблема Маніпуру — державна емблема Маніпуру, Індія. Він був офіційно прийнятий урядом штату 18 грудня 1980 року.

## Дизайн
На емблемі зображено канглашу, міфологічну істоту, яка є напівлевом і напівдраконом.

## Історичні емблеми

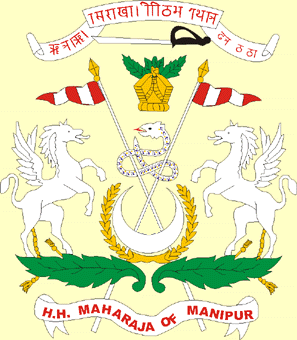
Герб королівства Маніпур під час британського панування в Індії
Прапор королівства Маніпур під час британського панування в Індії

## Урядовий прапор
Уряд Маніпуру може бути представлений прапором із зображенням емблеми штату на білому полі.